# Sindrome di Brown-Sequard
La sindrome di Brown-Séquard, anche nota come emiplegia di Brown-Séquard o paralisi di Brown-Séquard, è una sindrome neurologica caratterizzata dalla perdita permanente delle funzioni sensitive e motorie (anestesia permanente, atassia e paralisi) causata da una lesione di una sola metà del midollo spinale. In particolare si osserva caudalmente al lato colpito dalla lesione la perdita della sensibilità epicritica (tattile fine) per l'interruzione del fascicolo gracile e cuneato; la paralisi di tipo piramidale per l'interruzione del fascio cortico spinale laterale. Caudalmente al lato opposto alla lesione si osserva la perdita della sensibilità protopatica (via spino-talamica anteriore) e termico-dolorifica (via spino-talamica laterale).
A livello dell'emicorpo interessato dalla lesione il mielomero risulta lesionato ed è possibile riscontrare una anestesia globale (tattile epicritica, protopatica e termo-dolorifica) a tale livello, in particolare se la sezione interessa una radice posteriore. I sintomi dell'emicorpo opposto, invece, si manifestano circa due mielomeri più in basso (per via della decussazione ascendente ritardata dei fasci spinotalamici laterali e anteriori).
Visto che la lesione può avvenire a vari livelli del midollo, gli effetti della sindrome possono osservarsi al solo arto inferiore o contemporaneamente all'arto inferiore e a quello superiore dell'emilato in cui la lesione è presente.